# Carol Ann Abrams
Carol Ann Abrams (apellido de soltera Kelvin; 23 de septiembre de 1942 - 3 de junio de 2012) fue una productora de cine y televisión estadounidense. Junto a su marido, el también productor Gerald W. Abrams, fueron padres del director de cine J. J. Abrams y de la guionista Tracy Rosen.
Abrams estudió arte en la Universidad Estatal de Pensilvania, y realizó el doctorado en derecho en la Whittier College School of Law donde estuvo ejerciendo como profesora durante cuatro años. Era la presidenta de Let’s Pretend Productions, In. También trabajaba como autora y productora ejecutiva de televisión, trabajo por el cual recibió diversos reconocimientos, entre ellos el premio "George Foster Peabody" y el premio "American Center for Children's Television", que recibió por su producción por Disney Channel, The Ernest Green Story (1993). En su faceta literaria, Carol Abrams escribió la novela Teen Knitting Club, y coescribió Grandparents and Grandchildren: Shared Memories. Además, trabajó como guionista en algunas ocasiones, entre las cuales destaca la obra Second Honeymoon (2001).